# Azua (República Dominicana)
Azua de Compostel·la, també conegut com a Azua, és un municipi i capital de la província d'Azua de la República Dominicana. Està situat a sud de país, a pocs quilòmetres a nord de la Badia d'Ocoa i a menys de 100 quilòmetres a l'oest de Santo Domingo.
Inclou els districtes municipals (distritos municipal) de Barreras, Barro Arriba, Clavellina, Emma Balaguer Viuda Vallejo, Las Barias-La Estancia, Las Lomas, Los Jovillos, Sabana Yegua i Puerto Viejo.
Va ser fundada el 1504 pel conqueridor Diego Velázquez de Cuéller amb el nom de vila Azua de Compostela. «Azua» és el nom taíno de la regió on es va fundar el poblat, mentre «Compostel·la» (Camp de Estrelles) va ser atorgat pel colon Pedro Gallego en homenatge a la ciutat de Santiago de Compostel·la, Galícia. El 1751, Azua va ser destruïda per un fort terratrèmol el que va provocar el seu trasllat a les ribes del riu Via. Durant la Guerra de la Independència, Azua va ser l'escenari de tres batalles importants que van provocar la destrucció de la ciutat: La Batalla del 19 de Març (1844), La Batalla del Memiso (1844) i La Batalla del Nombre (1849).